# Calixte Nganongo
Calixte Nganongo (parfois orthographié Caliste ou Ganongo) est un homme d'affaires et homme politique congolais originaire d'Oyo. Il fut ministre des Finances et du Budget d'avril 2016 à mai 2021.
Il est également cadre de la Société nationale des pétroles du Congo (SNPC), dont il fut nommé en 2010 directeur général adjoint chargé des Finances et de la Comptabilité. Il représentait notamment l'État au sein de cette société avant d'être nommé ministre.

## Biographie
Originaire d'Oyo (Cuvette), Calixte Ganongo est le neveu du président Denis Sassou-Nguesso . Il a étudié à l'Université Jean-Moulin-Lyon-III, d'où il est sorti diplômé en comptabilité et finances.
De 1990 à 1997, il travaille à la Caisse nationale de sécurité sociale (CNSS). Puis, il devient en 1998 chef du département des finances et de la comptabilité au sein de la  Société nationale des pétroles du Congo (SNPC). En 2010, il devient membre du directoire de cette même compagnie, puis directeur général adjoint chargé des finances et de la comptabilité.
Le 30 avril 2016, il fait son entrée dans le gouvernement Mouamba I en étant nommé ministre des Finances, du Budget et du Portefeuille public.
Lors du remaniement du 22 août 2017, il est reconduit à son poste dans le gouvernement Mouamba II. Son portefeuille change cependant de nom pour l'occasion, et il n'est plus que ministre des Finances et du Budget. Il n'est pas renouvelé dans le gouvernement Makosso, et est remplacé au Ministère des Finances par Rigobert Roger Andely le 21 mai 2021.